# Ретровируси
У групу ретровируса спадају вируси који су способни да од једноланчане РНК синтетишу ДНК, по чему су јединствени у природи. Најпознатији вирус из ове групе је ХИВ (вирус хумане имунодефицијенције). Сви ретровируси користе реверзну транскриптазу за синтезу ДНК из РНК. Инхибицијом реверзне транскриптазе се зауставља размножавање ретровируса, па су развијени одговарајући лекови (инхибитори реверзне транксриптазе).